# Zeuxipe (esposa d'Antífates)
|  | Per a altres significats, vegeu «Zeuxipe». |

Zeuxipe, segons la mitologia grega, és filla d'Hipocoont. Es va casar amb Antífates, fill de Melamp que li va donar dos fills, Oïcles i Amfalces.